# Rhopalodes castniata
Rhopalodes castniata là một loài bướm đêm trong họ Geometridae.